# Мизи
Мизите (на старогръцки: Μοισοί, на латински: Moesi) са балканско тракийско племе, което обитавало земите на днешна Северна България и Източна Сърбия.
Първото споменаване на дунавските мизи под това име е от римския историк Апиан, който посочва земите, населявани от тях:
| „ | Марк Лукул, братът на Лукул, който водеше война с Митридат, потегли срещу мизите и стигна до реката, където шест гръцки града бяха разположени съседно на земята на мизите, а по-точно Истрия, Дионисополис, Одесос, Месембрия, Калатис и Аполония... | “ |

Според по-стари гръцки извори в тези земи живеели гети, кробизи и трибали. След завладяването на земите им от римляните през 29 год. пр.н.е., там са създадени римските провинции Горна и Долна Мизия.

## Мизи и мизийци
Съществува неяснота относно връзката между дунавските и малоазийските мизи, известни от по-древни времена като родственици на лидийците и карийците. Херодот твърди, че във времената преди Троянската война (т.е. XV-XIV в. пр. Христа) малоазийските мизи (мизийците) и тевкрите (троянците) преминават Босфора и поставят всички траки под своя власт, като стигат чак до река Пеней. В „Илиада“ мизийците са споменати като съюзници на троянците. За произхода и посоките на миграциите на мизите са изказани различни научни хипотези. Смята се, че езиково мизиийците са родствени на фригите.
Средновековният автор Димитър Хоматиан свидетелства за езика на българите по негово време, наречени от него „мизи“: „...илирийския град Лихнида, който е център на околните градове и който сега на езика на мизите се нарича Охрид...“ – цитат от Кратко житие на Климент Охридски.
Въз основа на езиковедски данни е издигната хипотезата, че през Бронзовата епоха мизите обитават земите на изток от река Морава и край Дунава, след което започва тяхното разселване в югоизточна посока, към Мала Азия, като достигат дори до Месопотамия.
Някои автори премат, че хетската експанзия в Югозападна Мала Азия през XIV и първата половина на XIII век пр. Хр. довежда до изселване на местно население към Балканите, включително на част от мизите. След разпада на Хетската държава малоазийските мизи получават отново възможност за самостоятелно развитие.
При завоюването на земите около долното течение на Дунав през I век римляните наричат областта Мизия. Предполага се, че те са нарекли областта така заради архаичната слава на малоазийските мизи като отлични воини, известна още от Омир. С образуването на римска провинция Мизия наименованието мизи се разпростира върху нейните жители. Дион Касий пише:
| „ | … тези …, които живеят отсам реката и до земите на трибалите, се числят към провинция Мизия и се наричат мизи от всички освен от живеещите наоколо | “ |

## Автори, отъждествяващи мизите с българи
През Средновековието едно от архаичните имена, често използвани от византийските автори за обозначаване на българите, е „мизи“ наред със „скити“, „мирмидонци“ и други.
- За пръв път това име се появява при Лъв Дякон през втората половина на X век. В началото на XI век в „Похвално слово“ на Фотий Тесалийски като „мизийски народ“ са определени поданиците на цар Самуил.[9]
- В „Историята“ на Михаил Аталиат се твърди, че българите са мизи, които по-късно получили своето ново название.[10]
- Отделни византийски автори от ХІ – ХІІ век наричат мизи и власите[11] или печенегите.[12]
- През ХІV век византийските автори продължават да наричат „мизи“ предимно българите.[13]
- Охридският архиепископ Димитър Хоматиан започва Краткото житие на Климент Охридски с думите: | „ | Този велик наш отец и светилник на България бил по род от европейските мизи, които народът обикновено знае и като българи. | “ | По-нататък той възхвалява Методий (брата на Кирил) като го назовава учител на мизийския народ: „Методий, известния учител на мизийския народ на благочестие и православна вяра“.